# Зак, Наум Васильевич
Наум Васильевич (Нахим Вульфович) Зак (1861—31 июля 1935) — русский и советский медик-гигиенист, отоларинголог; автор работ по детскому и школьному воспитанию, гигиене, доктор медицины, профессор МГУ.

## Биография
Родился в Москве в 1861 году. В 1880 году с золотой медалью окончил 2-ю Московскую гимназию, затем учился на медицинском факультете Московского университета. После окончания университета в 1885 году работал врачом Московской еврейской больницы.
На первом заседании Московского гигиенического общества Н. В. Зак выступил с докладом по теме своей диссертации «Физическое развитие детей в средне учебных заведениях г. Москвы» (М.: тип. Е. Гербек, 1892).
Приват-доцент медицинского факультета Московского университета, консультант Софийского детского лечебного центра в Москве. Был профессором Клиники болезней уха, горла и носа им. Ю. И. Базановой (1924–1926?).
Печатался в «Медицинском обозрении», «Вестнике воспитания» и других российских и зарубежных специализированных изданиях. Среди друзей Н. В. Зака — педагог Е. А. Покровский и профессор гигиены Ф. Ф. Эрисман.
Жил в доме № 2 по улице Большая Полянка.
Умер в 1935 году. Похоронен в Москве, в колумбарии №1 Донского кладбища (в здании храма).
Сыновья:
- Александр Наумович Зак (англ. Sack Alexander Naoum) (1890, Москва — 1955) — американский экономист. Педагог.
- Виктор Наумович Зак (1895—1956) — советский отолоринголог, профессор.